# Jejewoodia jiewhoei
Jejewoodia jiewhoei är en orkidéart som först beskrevs av Jeffrey James Wood och Phyau Soon Shim, och fick sitt nu gällande namn av Dariusz Lucjan Szlachetko. Jejewoodia jiewhoei ingår i släktet Jejewoodia och familjen orkidéer. Inga underarter finns listade i Catalogue of Life.